# Ottnaren
Ottnaren är en sjö i Hofors kommun och Sandvikens kommun i Gästrikland och ingår i Gavleåns huvudavrinningsområde. Sjön är 10 meter djup, har en yta på 11,5 kvadratkilometer och befinner sig 66,9 meter över havet. Sjön avvattnas av vattendraget Gavelhytteån. Vid provfiske har en stor mängd fiskarter fångats, bland annat abborre, braxen, gers och gädda.
Sjön omges till största delen av skog och har inlopp från Gammelstillaån och Hoån och avvattnas via Ältebosjön och Gavelhytteån till Storsjön.
Ottnaren är en viktig rastlokal för änder och gäss främst under våren och hösten samt årliga ansamlingar av storskrakar under höstarna. Årligen samlas något 1000-tal. Även vitkindad gås förekommer i stora mängder. Sjön håller även skäggdopping, svan, häger, lomm, samt olika arter av sim- och dykänder. Även par av fiskgjuse och havsörn förekommer.

## Delavrinningsområde
Ottnaren ingår i delavrinningsområde (670696-154606) som SMHI kallar för Utloppet av Ottnaren. Medelhöjden är 78 meter över havet och ytan är 52,87 kvadratkilometer. Räknas de 115 avrinningsområdena uppströms in blir den ackumulerade arean 587,91 kvadratkilometer. Gavelhytteån som avvattnar avrinningsområdet har biflödesordning 2, vilket innebär att vattnet flödar genom totalt 2 vattendrag innan det når havet efter 54 kilometer. Avrinningsområdet består mestadels av skog (51 procent) och jordbruk (15 procent). Avrinningsområdet har 11,53 kvadratkilometer vattenytor vilket ger det en sjöprocent på 21,8 procent.

## Fisk
Vid provfiske har följande fisk fångats i sjön:
- Abborre
- Braxen
- Gärs
- Gädda
- Gös
- Karpfisk obestämd
- Löja
- Mört
- Sarv
- Sutare